# Iglesia de Santa Margarita (Sappada)
La iglesia de Santa Margherita Vergine e Martire es la iglesia parroquial de Sappada, en la provincia y archidiócesis de Udine formando parte de la Montagna forania.

## Historia
La primera mención de la iglesia se remonta a 1327 en un acta de donación con el nombre de Santa Margarita de Longaplave.
El edificio fue reconstruido en 1666 y tuvo una nueva reconstrucción por parte del maestro Tomás de Lienz entre 1777 y 1779, basándose en el modelo de otras iglesias del Tirol.

## Descripción

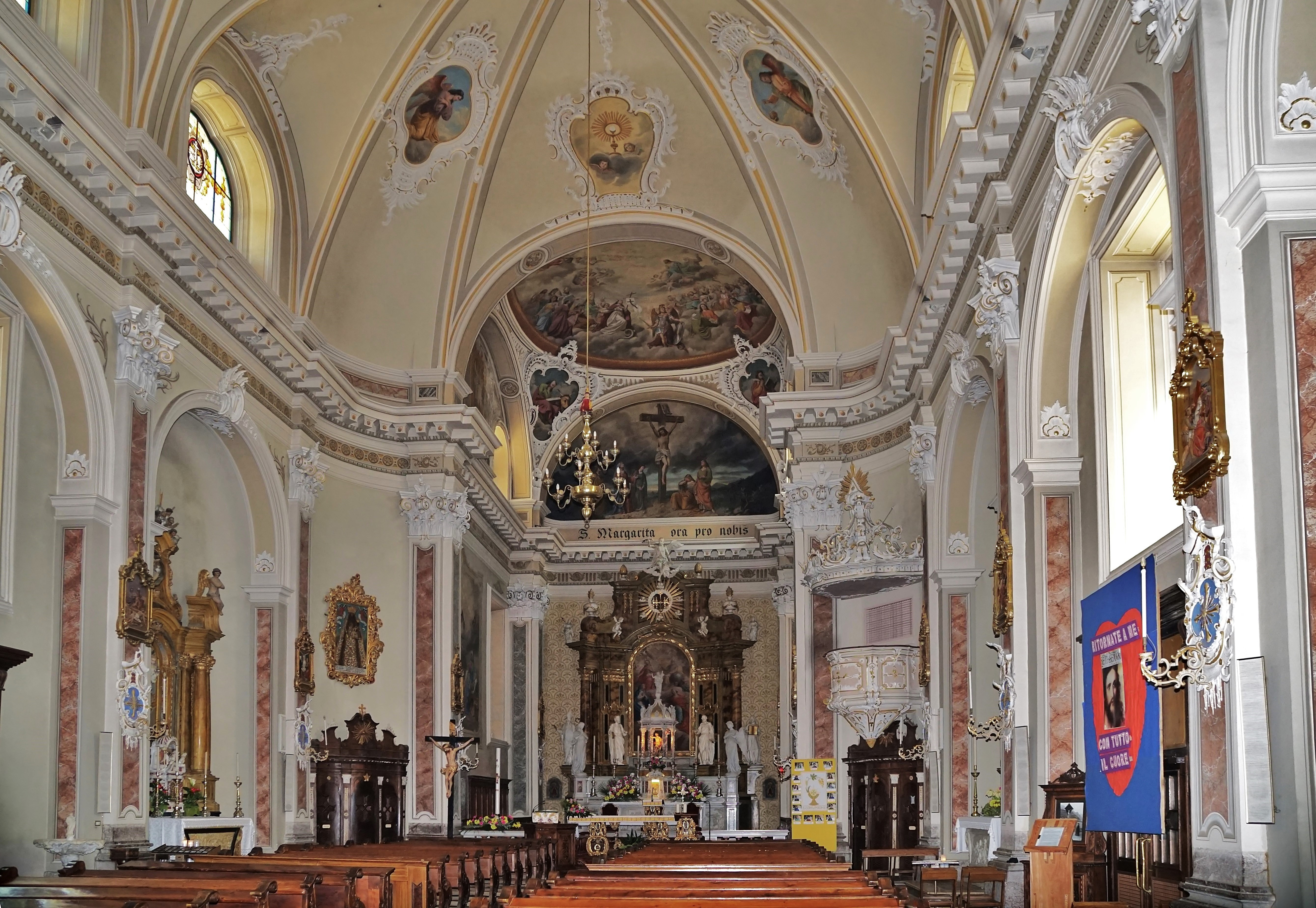
El interior

En el interior se encuentran numerosos frescos de Francesco Barazzuti creados en 1906: la Asunción al cielo (bóveda de la nave), la Crucifixión (ábside), la Muerte de San José (pared izquierda) y el Martirio de Santa Margarita (pared derecha); El retablo del altar mayor al final del ábside fue pintado por Johann Renzler en 1802. El campanario está dotado de un concierto de tres campanas (la mayor dedicada a Santa Margherita, la del medio a Santa María Santissima y la más pequeña a los santos Ermagora y Fortunato) y remata en una torre octogonal coronada por un chapitel perfilado.

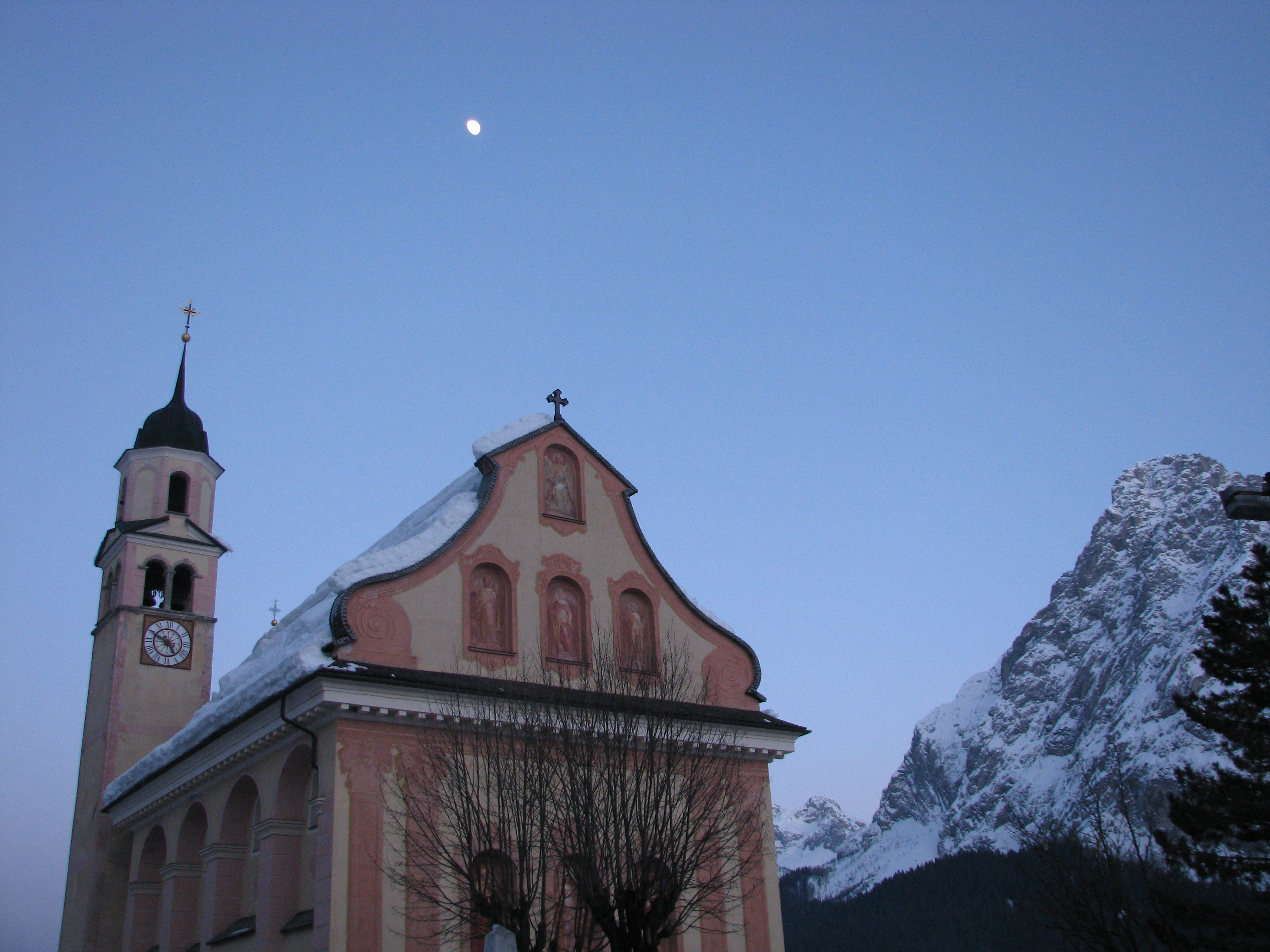
Vista de la iglesia parroquial
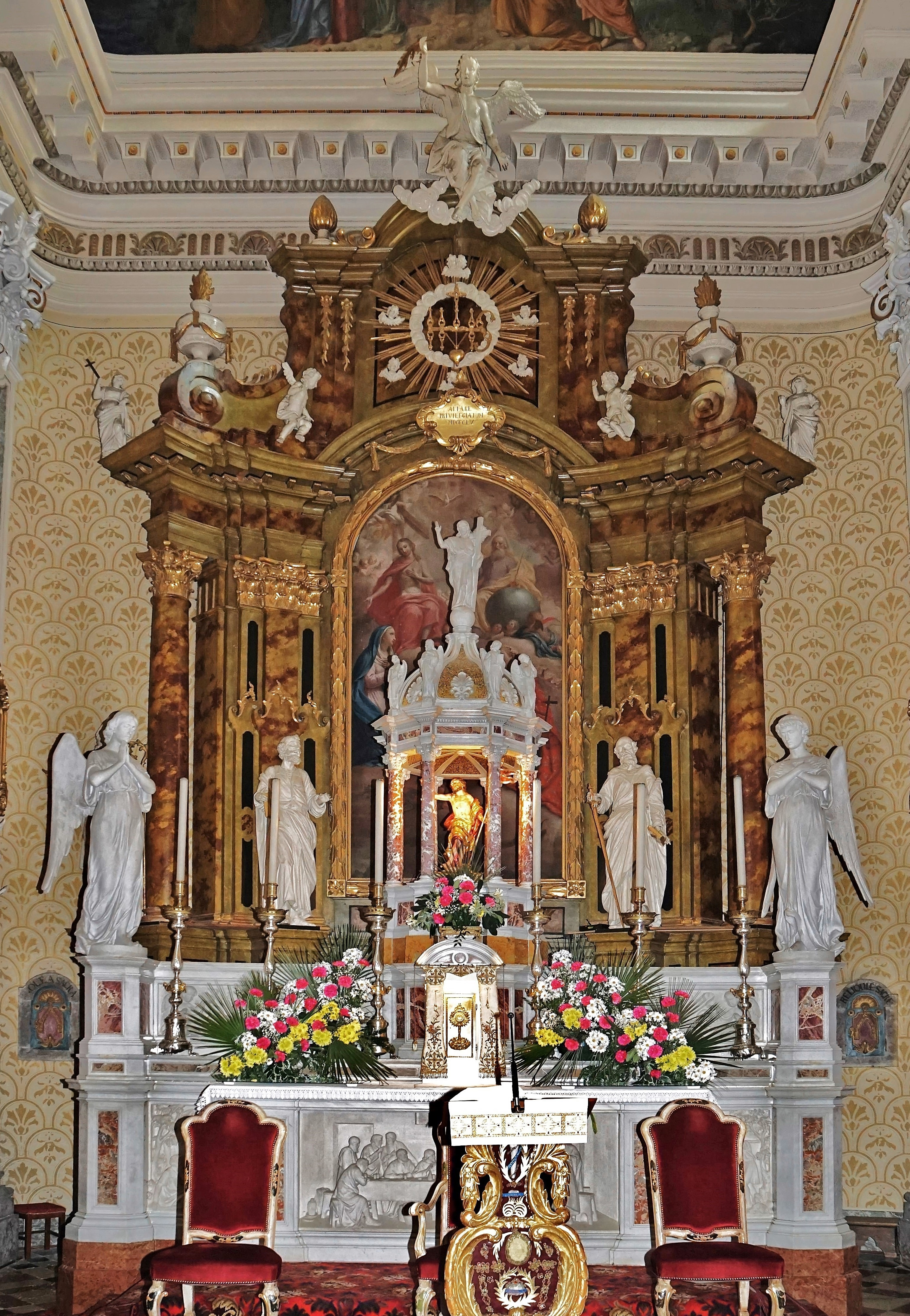
elaltar mayor
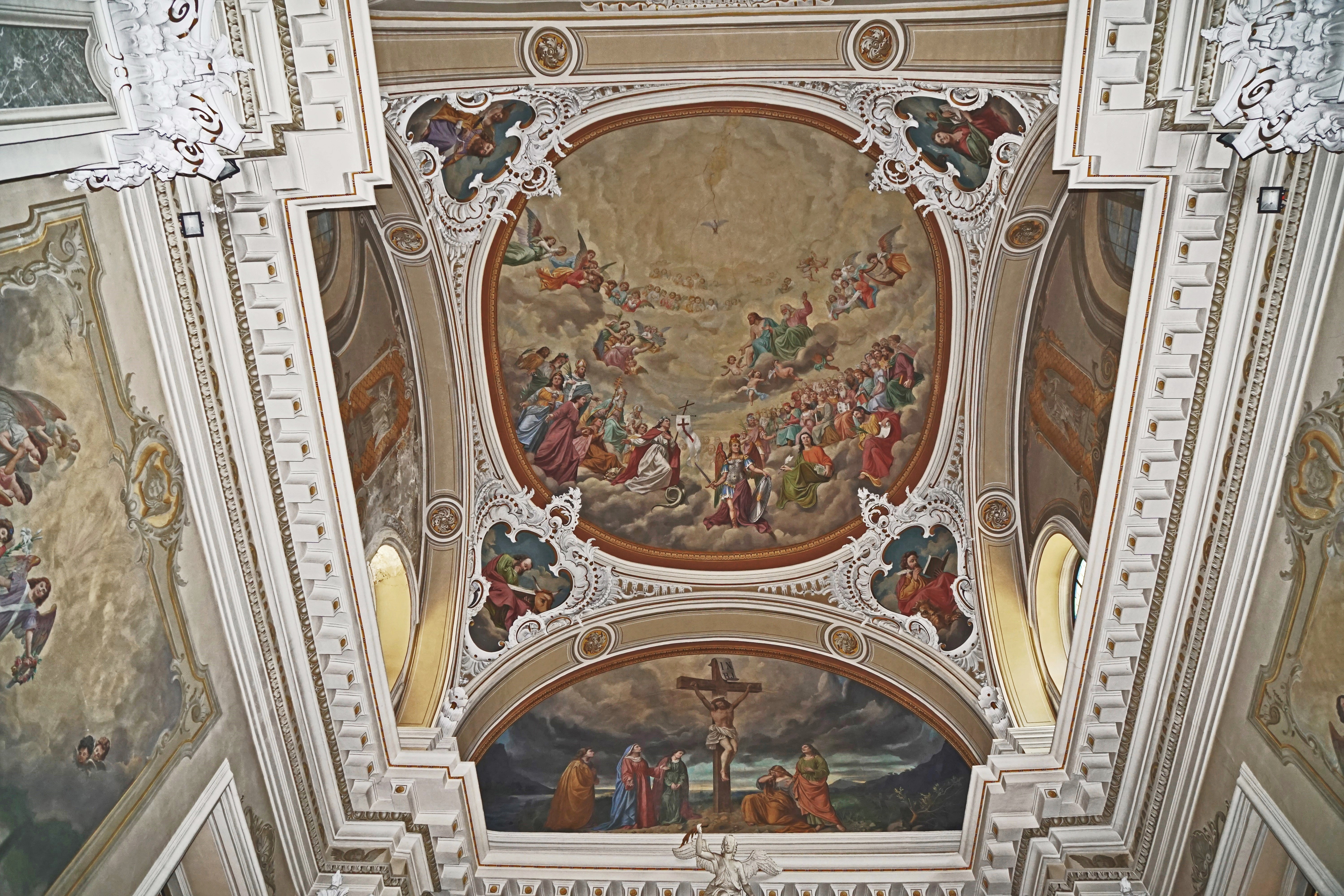
Losfrescoen laCúpula.
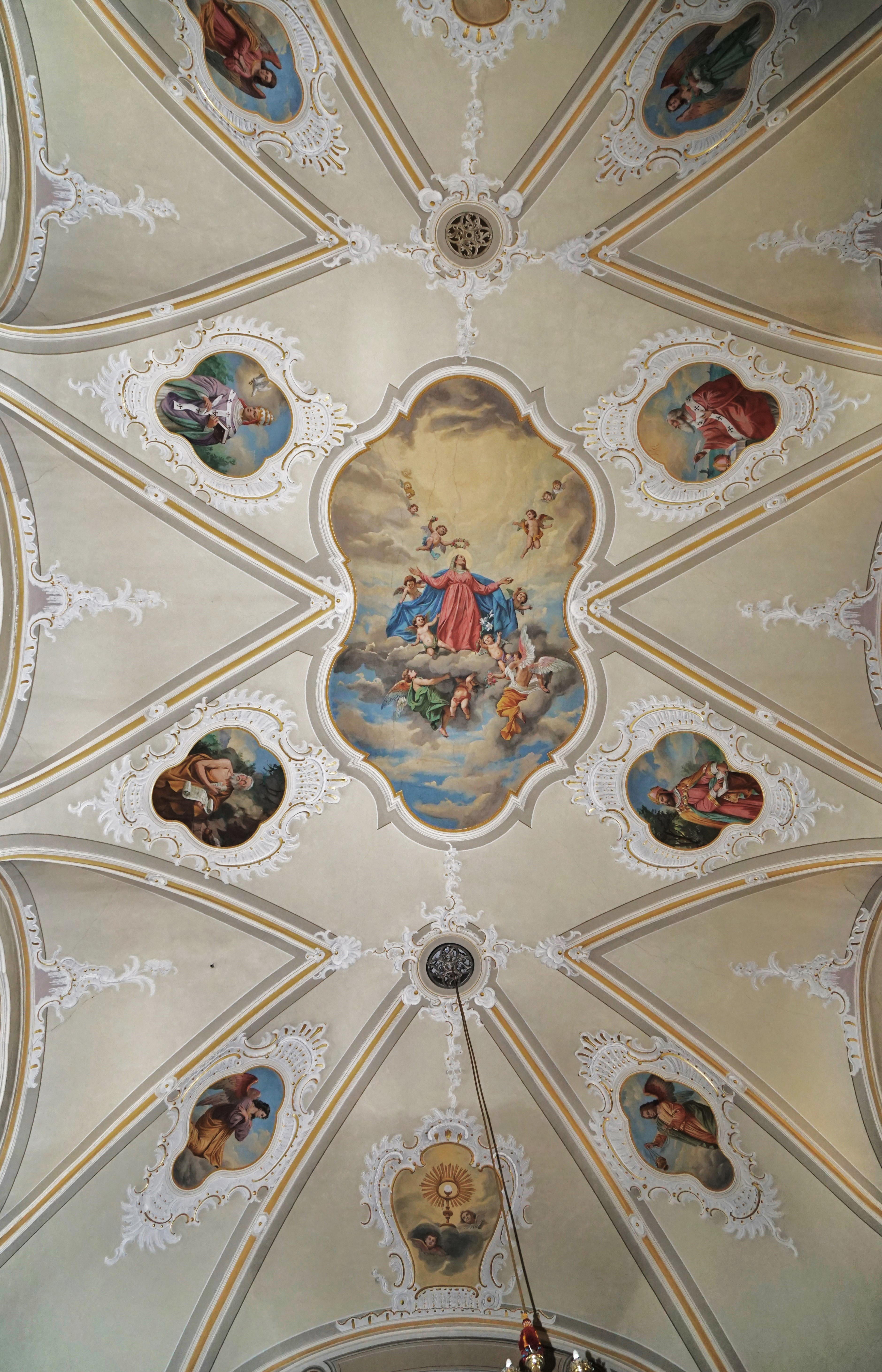
Decoracionestecho
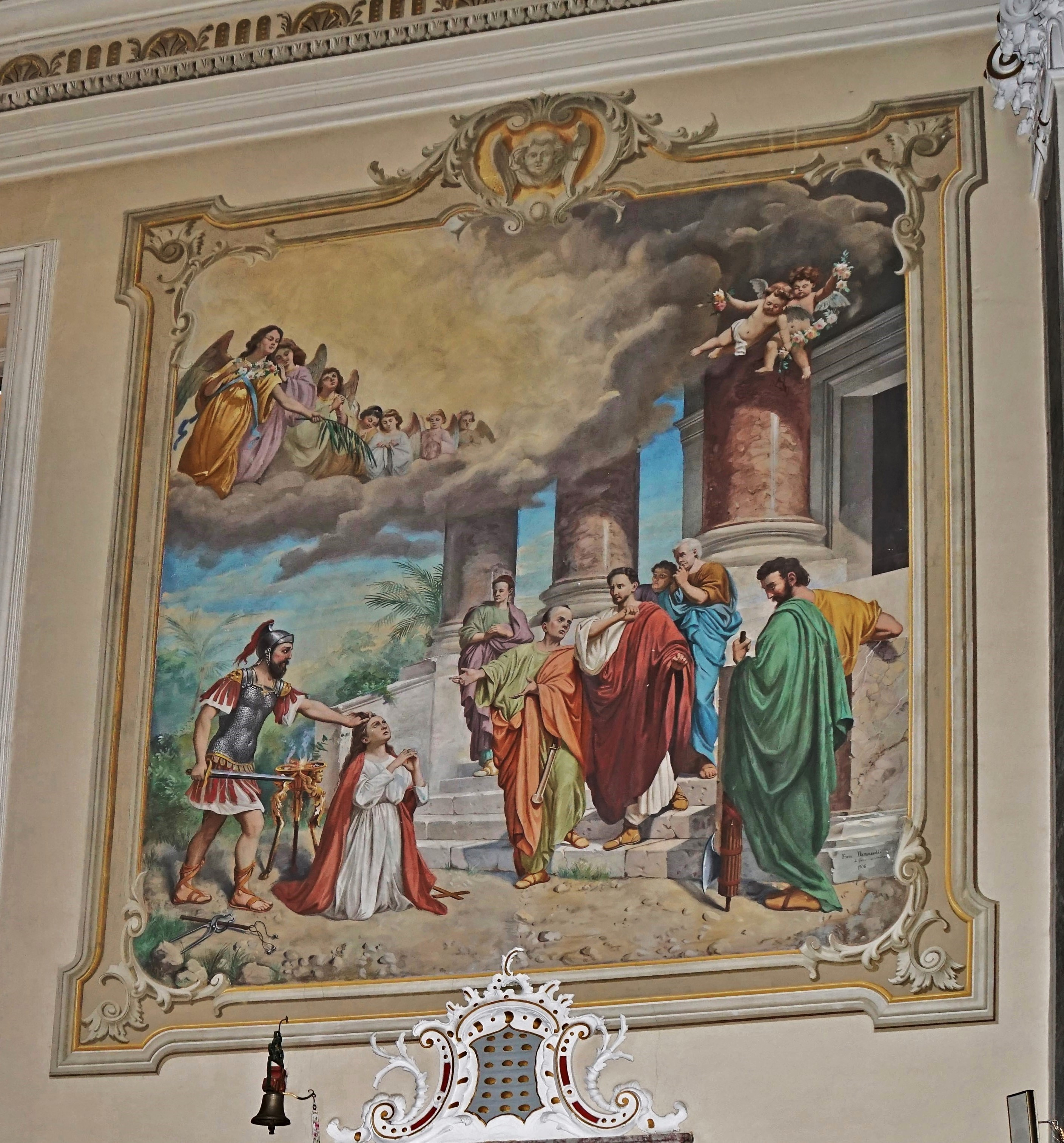
Martirio de Santa Margarita